# Johan Mjällby
Johan Mjällby (Järfälla, 9 februari 1971) is een voormalig Zweeds voetballer die onder andere voor AIK Stockholm en Celtic FC speelde. Hij vertegenwoordigde ook de Zweedse nationale ploeg.

## Clubcarrière
Mjällby startte zijn profcarrière bij AIK Stockholm, met wie hij in 1992 landskampioen werd. In 1998 verhuisde hij naar het Schotse Celtic FC, met wie hij vele prijzen in de wacht sleepte. Hij werd gezien als de beste verdediger die in jaar op Celtic Park had gespeeld. In 2004 ging hij in Spanje voor Levante UD spelen. Na een jaar verliet hij de club en keerde terug naar de club waar het voor hem allemaal begon, AIK Stockholm. Daar speelde hij nog een jaar en in 2006 beëindigde hij zijn carrière.

## Interlandcarrière
Hij maakte zijn debuut voor de Zweedse nationale ploeg op 12 maart 1997 in de vriendschappelijke wedstrijd tegen Israël (0-1) in Tel Aviv. In totaal speelde hij 49 interlands waarin hij vier keer kon scoren. Mjällby speelde op het WK 2002 (waar hij aanvoerder was), het EK 2000 en het EK 2004.
| Interlanddoelpunten | Interlanddoelpunten | Interlanddoelpunten | Interlanddoelpunten | Interlanddoelpunten | Interlanddoelpunten | Interlanddoelpunten |
| #                   | Datum               | Locatie             | Tegenstander        | Goal(s)             | Uitslag             | Wedstrijd           |
| ------------------- | ------------------- | ------------------- | ------------------- | ------------------- | ------------------- | ------------------- |
| 1                   | 05 september 1998   | Stockholm, Zweden   | Engeland            | 33'                 | 2 – 1               | EK-kwalificatie     |
| 2                   | 27 maart 1999       | Gotenburg, Zweden   | Luxemburg           | 35'                 | 2 – 0               | EK-kwalificatie     |
| 3                   | 10 juni 2000        | Brussel, België     | België              | 53'                 | 2 – 1               | EK-eindronde        |
| 4                   | 16 augustus 2000    | Reykjavik, IJsland  | IJsland             | 23'                 | 2 – 1               | Vriendschappelijk   |